# Jeremy Sisto
Jeremy Merton Sisto (ur. 6 października 1974 w Grass Valley) – amerykański aktor i producent filmowy i telewizyjny.

## Życiorys

### Wczesne lata
Urodził się w Grass Valley w stanie Północnej Kalifornii jako syn farmerów – muzyka jazzowego, didżeja i pedagoga Dicka Sisto oraz aktorki Reedy Gibbs. Dorastał wraz ze starszą siostrą Meadow (ur. 30 września 1972) na ranczo w górach Sierra Nevada. W 1980 roku jego rodzice rozwiedli się i wraz z matką i siostrą przeprowadził się do Chicago w stanie Illinois, gdzie ukończył Francis W. Parker School. Występował w lokalnym teatrze Cherry Street Theater i Absolute Theater Company. Studiował na Uniwersytecie Kalifornijskim w Los Angeles.

### Kariera
Po raz pierwszy na dużym ekranie pojawił się w wieku siedemnastu lat w dramacie kryminalnym Wielki Kanion (Grand Canyon, 1991) u boku Danny’ego Glovera, Kevina Kline’a i Steve’a Martina. Rok później trafił na szklany ekran w dramacie NBC Rozpaczliwe wybory: Żeby ratować moje dziecko (Desperate Choices: To Save My Child, 1992) z udziałem Reese Witherspoon. W dreszczowcu Załoga (The Crew, 1994) z Viggo Mortensenem wystąpił jako zmienny transseksualny rozbitek zabrany na pokład łodzi na Bahama, który uprowadza łódź i terroryzuje resztę pasażerów. W thrillerze fantasy Kryjówka diabła (Hideaway, 1995) z Jeffem Goldblumem i Alicią Silverstone pojawił się w roli demona.
Następnie zagrał w melodramacie komediowym Księżyc i Valentino (Moonlight and Valentino, 1995) u boku Whoopi Goldberg, Gwyneth Paltrow i Kathleen Turner, dramacie przygodowo-katastroficznym Sztorm (White Squall, 1996) z Jeffem Bridgesem, Ryanem Phillippe i Scottem Wolfem, komedii romantycznej Bongwater (1997) u boku Luke’a Wilsona, czarnej komedii Pokerowa zagrywka (Suicide Kings, 1997) z Christopherem Walkenem, melodramacie komediowym Jakaś dziewczyna (Some Girl, 1998) z Juliette Lewis, biograficznym Przed metą (Without Limits, 1998) i dramacie Trash (1999).
Znakomite recenzje przyniosła mu kreacja Jezusa Chrystusa w telewizyjnym filmie biblijnym NBC Jezus (Jesus, 1999). Popularność zdobył rolą Billy’ego Chenowitha w serialu HBO Sześć stóp pod ziemią (Six Feet Under, 2001–2005). Wcielił się w historyczną postać Gajusza Juliusza Cezara w filmie telewizyjnym TNT Juliusz Cezar (Julius Caesar, 2002), zagrał mechanika Adama, kochanka zdziwaczałej ekscentryczki, w horrorze May (2002).
Za tytułową rolę Blake’a Gardnera w komedii romantycznej Kinowy bohater (The Movie Hero, 2003) otrzymał nagrodę jury na festiwalach filmowych – w San Jose i Dahlonega w stanie Georgia. W 2004 zagrał Shane’a Mungitta w sztuce Take Me Out na scenie Geffen Playhouse w Los Angeles, a w 2006 w Music Box Theatre na Broadwayu jako Michael Klingenfelt w spektaklu Festen.
Wystąpił również w serialach: Jezioro marzeń (Dawson’s Creek, 2003), NBC Uprowadzeni (2006–2007) w roli Knappa, CBS Wzór (Numb3rs, 2007) jako AUSA Alvin Brickle i Prawo i porządek (Law & Order, 2007) w roli detektywa Cyrusa Lupo. Pojawił się też w teledysku „Wake Up Call” (2007) zespołu Maroon 5.

## Życie prywatne
Spotykał się z Reese Witherspoon (1992), Jessicą Joffe (1998), Tamarą Thomas (2002), Emmanuelle Chriqui (2002), Rachel Griffiths (2003) i Navi Rawat (2004–2005). 30 sierpnia 1993 w Las Vegas ożenił się z Marisą Ryan, lecz 21 czerwca 2002 doszło do rozwodu. 13 października 2009 w New York City Hall poślubił Addie Lane, z którą ma córkę Charlie Ballerinę (ur. 5 czerwca 2009) i syna Bastiana Kicka (ur. 9 marca 2012). Wraz z rodziną zamieszkał w Laurel Canyon w Los Angeles.

## Filmografia

### Filmy fabularne
| Rok  | Tytuł                                                                                   | Rola                                        | Reżyser                         |
| ---- | --------------------------------------------------------------------------------------- | ------------------------------------------- | ------------------------------- |
| 1991 | Wielki Kanion (Grand Canyon)                                                            | Roberto                                     | Lawrence Kasdan                 |
| 1992 | Rozpaczliwe wybory: Żeby ratować moje dziecko (Desperate Choices: To Save My Child, TV) | Josh Ryan                                   | Andy Tennant                    |
| 1994 | Załoga (The Crew)                                                                       | Timothy „Tim” Grant                         | Carl Colpaert                   |
| 1994 | The Shaggy Dog (TV)                                                                     | Trey Miller                                 | Dennis Dugan                    |
| 1995 | Kryjówka diabła (Hideaway)                                                              | Vassago / Jeremy Nyebern                    | Brett Leonard                   |
| 1995 | Clueless                                                                                | Elton Tiscia                                | Amy Heckerling                  |
| 1995 | Księżyc i Valentino (Moonlight and Valentino)                                           | Steven                                      | David Anspaugh                  |
| 1996 | Sztorm (White Squall)                                                                   | Frank Beaumont                              | Ridley Scott                    |
| 1997 | Bongwater                                                                               | Robert                                      | Richard Sears                   |
| 1997 | Pokerowa zagrywka (Suicide Kings)                                                       | T. K.                                       | Peter O’Fallon                  |
| 1997 | Three Women of Pain (film krótkometrażowy)                                              | Lance (także producent)                     | Marisa Ryan                     |
| 1998 | Jakaś dziewczyna (Some Girl)                                                            | Chad                                        | Rory Kelly                      |
| 1998 | Dzień, w którym zastrzelono Lincolna (The Day Lincoln Was Shot, TNT)                    | Frederick W. Seward                         | John Gray                       |
| 1998 | Przed metą (Without Limits)                                                             | Frank Shorter                               | Robert Towne                    |
| 1998 | Gra w serca (Playing by Heart)                                                          | Malcolm                                     | Willard Carroll                 |
| 1999 | Jezus (Jesus)                                                                           | Jezus Chrystus                              | Roger Young                     |
| 1999 | This Space Between Us                                                                   | Alex Harty                                  | Matthew Leutwyler               |
| 1999 | Trash                                                                                   | Sonny James                                 | Mark Anthony Galluzzo           |
| 2000 | Obława (Track Down)                                                                     | Lance Petersen                              | Joe Chappelle                   |
| 2001 | Don’s Plum                                                                              | Bernard                                     | R.D. Cobb                       |
| 2001 | Oczy anioła (Angel Eyes)                                                                | Larry Pogue Sr.                             | Luis Mandoki                    |
| 2001 | Dead Dog                                                                                | Tom Braeburn                                | Christopher Goode               |
| 2002 | May                                                                                     | Adam Stubbs                                 | Lucky McKee                     |
| 2002 | Teraz już wiesz (Now You Know)                                                          | Jeremy                                      | Jeff Anderson                   |
| 2002 | Robbing 'Hef                                                                            | Jackie                                      | Devon Gummersall                |
| 2003 | Trzynastka (Thirteen)                                                                   | Brady                                       | Catherine Hardwicke             |
| 2003 | Kinowy bohater (The Movie Hero)                                                         | Blake Gardner                               | Brad T. Gottfred                |
| 2003 | Manfast                                                                                 | Mica                                        | Tara Judelle                    |
| 2003 | Droga bez powrotu (Wrong Turn)                                                          | Scott                                       | Rob Schmidt                     |
| 2004 | One Point O (Paranoia 1.0)                                                              | Simon J. (także producent)                  | Jeff Renfroe, Marteinn Thorsson |
| 2004 | W rękach wroga (In Enemy Hands)                                                         | Jason Abers                                 | Tony Giglio                     |
| 2004 | Hotel umarlaków (Dead & Breakfast)                                                      | Christian                                   | Matthew Leutwyler               |
| 2004 | The Heart Is Deceitful Above All Things                                                 | Chester                                     | Asia Argento                    |
| 2004 | Metoda (Method)                                                                         | Jake Fields                                 | Duncan Roy                      |
| 2005 | The Nickel Children                                                                     | lekarz                                      | Glenn Klinker                   |
| 2005 | Zupełnie jak miłość (A Lot Like Love)                                                   | Ben Miller                                  | Nigel Cole                      |
| 2005 | Pamięci mojego ojca (In Memory of My Father)                                            | Jeremy                                      | Christopher Jaymes              |
| 2006 | 436 mieszkańców (Population 436)                                                        | Steve Kady                                  | Michelle Maxwel MacLaren        |
| 2006 | The Thirst                                                                              | Darius                                      | Jeremy Kasten                   |
| 2006 | Nieznani (Unknown)                                                                      | mężczyzna w kajdankach                      | Simón Brand                     |
| 2006 | Poza kontrolą (Broken)                                                                  | Will                                        | Alan White                      |
| 2007 | Kelnerka (Waitress)                                                                     | Earl Hunterson                              | Adrienne Shelly                 |
| 2007 | The War Prayer (film krótkometrażowy)                                                   | obcy                                        | Michael A. Goorjian             |
| 2008 | Gardens of the Night                                                                    | Jimmy                                       | Damian Harris                   |
| 2008 | Liga Sprawiedliwych: Nowa granica (Justice League: The New Frontier)                    | Batman (głos)                               | Dave Bullock                    |
| 2008 | A Cat’s Tale                                                                            | Squirrel (głos)                             |                                 |
| 2009 | Rosencrantz and Guildenstern Are Undead                                                 | detektyw Wimbly                             | Jordan Galland                  |
| 2009 | Into Temptation                                                                         | ojciec John Buerlein                        | Patrick Coyle                   |
| 2011 | Hook, Line and Sinker (film krótkometrażowy)                                            | Gordon (także producent)                    | Andrea Bosshard, Shane Loader   |
| 2011 | Sironia                                                                                 | Tucker                                      | Brandon Dickerson               |
| 2012 | Robot & Frank                                                                           | szeryf Rowlings                             | Jake Schreier                   |
| 2013 | Taka fajna jak ja (As Cool as I Am)                                                     | Guy Karlsburg                               | Max Mayer                       |
| 2014 | Break Point                                                                             | Jimmy Price (także scenarzysta i producent) | Jay Karas                       |
| 2015 | Batman vs. Robin                                                                        | Talon (głos)                                | Jay Oliva                       |
| 2015 | Hangman                                                                                 | Aaron Miller (także producent)              | Adam Mason                      |
| 2015 | H8RZ                                                                                    | Pan Faustin                                 | Derrick Borte                   |
| 2015 | Girl Flu                                                                                | Arlo                                        | Dorie Barton                    |
| 2016 | Po tamtej stronie drzwi (The Other Side of the Door)                                    | Michael                                     | Johannes Roberts                |
| 2016 | Love Is All You Need?                                                                   | Pan Thompson                                | K. Rocco Shields                |

### Seriale TV
- 1997: Duckman jako Bobby (głos)
- 1997: Pełzaki (Rugrats) jako Larry (głos)
- 1998: Dzika rodzinka (The Wild Thornberrys) jako DJ (głos)
- 1999: Dzika rodzinka (The Wild Thornberrys) jako spiker radiowy (głos)
- 2001: Po tamtej stronie (The Outer Limits) jako Thomas
- 2001–2005: Sześć stóp pod ziemią (Six Feet Under) jako Billy Chenowith
- 2002: Juliusz Cezar (Julius Caesar) jako Gajusz Juliusz Cezar
- 2003: Jezioro marzeń (Dawson’s Creek) jako Christopher
- 2006–2007: Uprowadzeni (Kidnapped) jako Lucian Knapp
- 2007: Moje chłopaki (My Boys) jako Thorn
- 2006–2015: Amerykański tata (American Dad!) jako Mitch (głos)
- 2007: Wzór (Numb3rs) jako AUSA Alvin Brickle
- 2007: Prawo i porządek (Law & Order) jako detektyw Cyrus Lupo
- 2011–2014: Podmiejski czyściec (Suburgatory) jako George Altman
- 2013: Hell’s Kitchen w roli samego siebie
- 2015: The Returned jako Peter Lattimore
- 2015: Miasto zła (Wicked City) jako detektyw Jack Roth
- 2017: Ice jako Freddy Green